# Portal (Architektur)

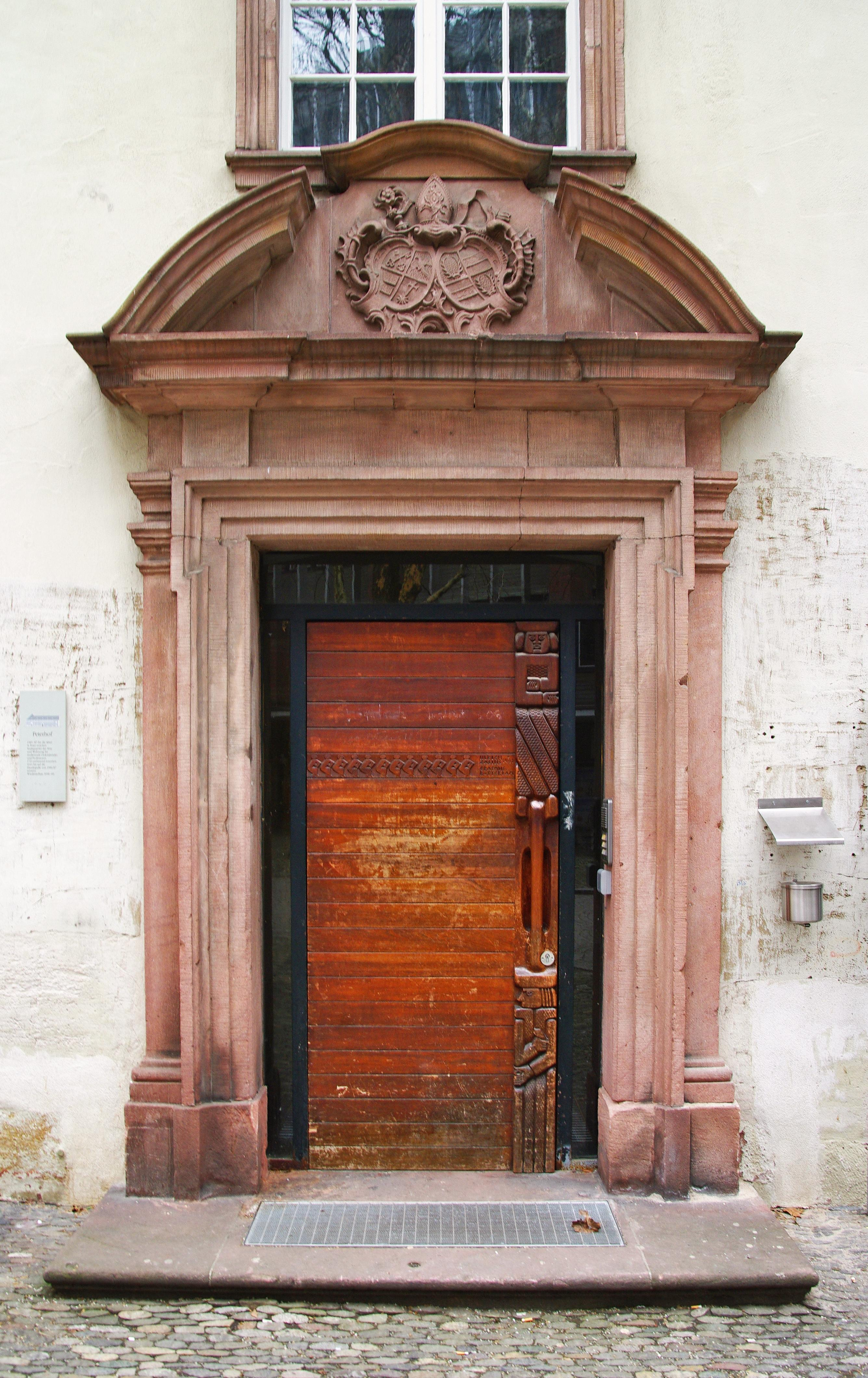
Barockes Portal mit Ziergiebel als Verdachung

Als Portal wird der durch architektonische Gliederung oder plastischen Schmuck hervorgehobene Eingang von Bauwerken bezeichnet. Insbesondere Hofeinfahrten und Zugänge von repräsentativen Gebäuden wie Tempeln, Kirchen, Palästen, Bürgerhäusern und Rathäusern wurden in der Vergangenheit mit stattlichen Portalen ausgestattet. Tunneleinfahrten werden auch heute noch durch monumental gestaltete Portale hervorgehoben.

## Entwicklung
Die antiken griechischen und römischen Tempel haben meist einfache rechtwinklige Portale, denen eine Säulenportikus vorgelagert ist. Die Triumphbögen der Römer mit ihren von Säulen flankierten, rundbogigen Durchgängen zeigen eine aufwändigere Formensprache, auf die die Portalarchitektur späterer Zeiten oft zurückgriff. Im Mittelalter setzte sich als Kircheneingang das Rundbogenportal durch, das sich in der Romanik zum beidseitig von Säulen begleiteten Stufenportal entwickelte. In dieser Zeit entstanden die ersten Skulpturenportale. Das Tympanon (Bogenfeld über dem waagerechten oberen Türsturz) bot Raum für figürliche Darstellungen. Die Blütezeit des Figurenportals ist die Gotik. Renaissance und Barock betonten durch Säulenumrahmungen wieder mehr den architektonischen Charakter des Portals. Das Portal wird nun auch in der Profanarchitektur der Schlösser, Paläste und Bürgerhäuser zum repräsentativen Eingang aufgewertet. Der Aufbau der Fassade und die Treppenanlagen führen auf das Portal hin. Oft ist dem Portal nun wieder eine Portikus vorgebaut. Gegenüber der Pracht der Portale öffentlicher Bauten (Theater, Museen, Rathäuser etc.) des 19. Jahrhunderts kehrt die moderne Baukunst zu einer vorwiegend funktionellen Eingangsgestaltung zurück, so dass das Portal als eigenständiges Bauelement teils ganz verschwindet. Die postmoderne Architektur führt die Inszenierung des Ein- und Ausgangs durch auffällige Bauelemente wieder ein und greift dafür teils auf historische Vorbilder zurück.

## Stiltypen

### Romanik

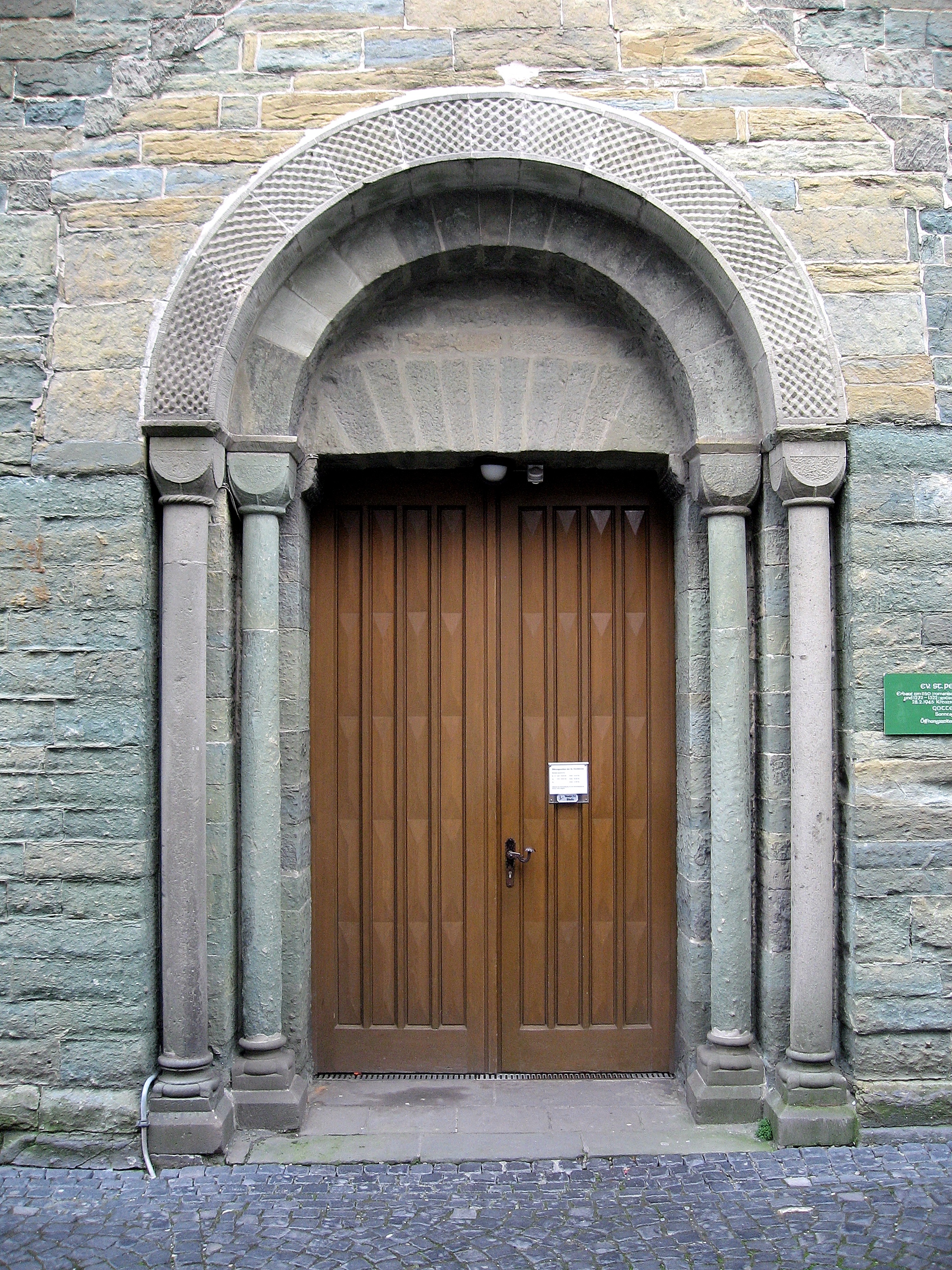
Romanisches Stufenportal

Rein architektonische Gestaltungen wie das Stufenportal werden ab der Zeit in Frankreich um 1100 durch skulpturale Teile bereichert, so dass die großen Figurenportale von Moissac, Autun und Vézelay entstehen. In Italien sind die Kirchenportale oft durch Giebelvorbauten auf Säulen überdeckt (Kathedrale von Piacenza).

### Gotik

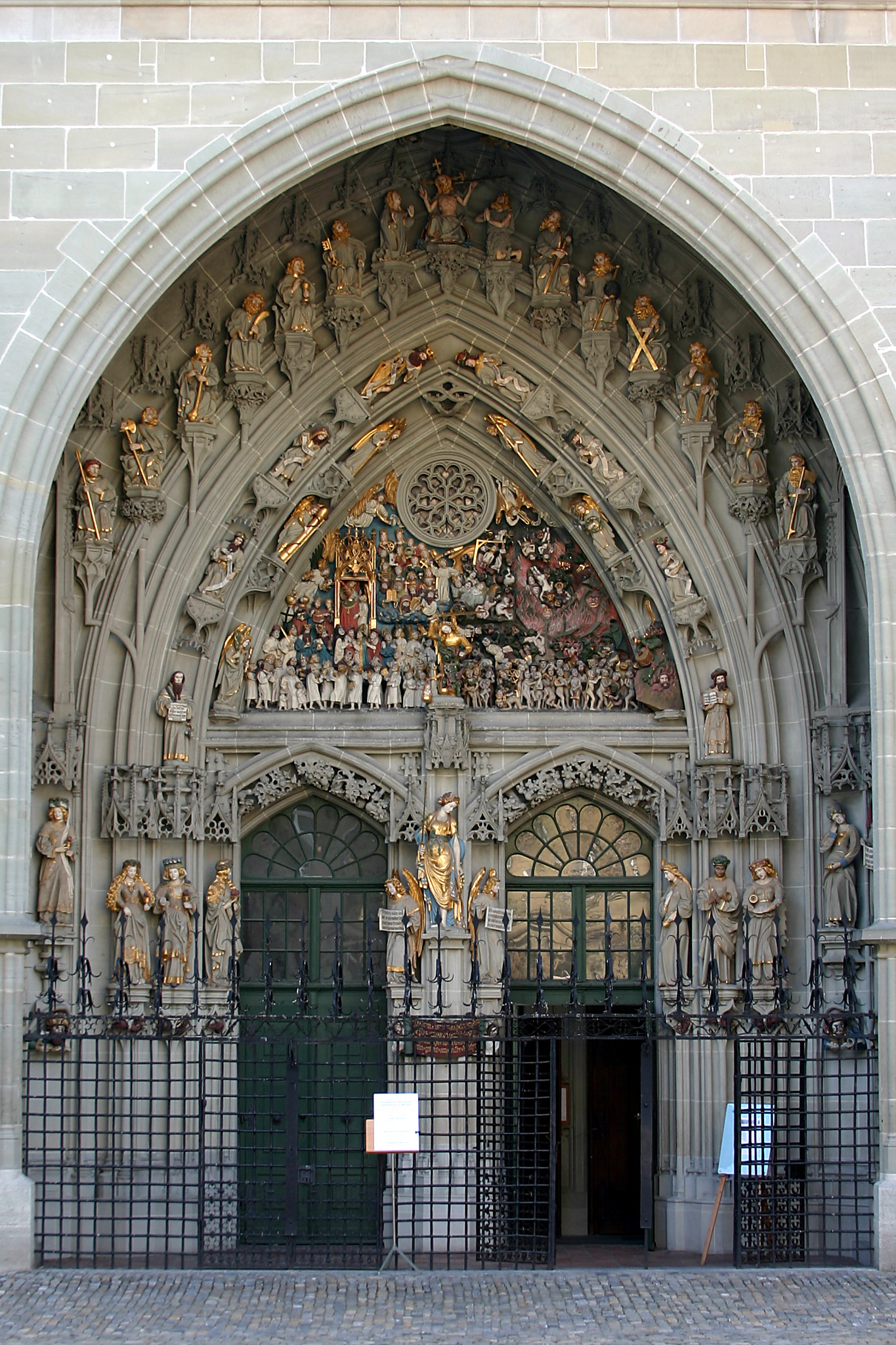
Gotisches Figurenportal mit Trumeau am Berner Münster, mit teils originaler Farbfassung

In der Gotik setzt sich der Spitzbogen als Portalform durch. Ein voll ausgebildetes gotisches Portal verfügt über Türpfosten links und rechts des Eingangs, die zusammen mit dem horizontalen Türsturz den Rahmen der Tür bilden. Der bei größeren Portalen notwendige Mittelpfeiler wird mit dem französischen Begriff Trumeau bezeichnet. Links und rechts der Tür ist die Wand durch mehrfach gestufte Gewände mit eingestellten Säulen gegliedert. Diese Säulen tragen mit ihren Kapitellen und Kämpfern die Spitzbögen, die als Archivolten (Bogenläufe) über das Tympanon (Bogenfeld) laufen. Der Spitzbogen wird oft durch einen Wimperg (Giebel) gekrönt, der auch als durchbrochenes Maßwerk gestaltet sein kann.
Die Türflügel können aus Holz oder Metall (Bronze) sein, doch sind kaum gotische Bronzetüren erhalten. An den Kirchenfassaden sind analog zum dreischiffigen Aufbau des Inneren oft drei Portale zu einer Dreiportalanlage gruppiert, wobei bei einer Doppelturmfassade die Seitenportale in der Regel in die Türme führen, das Mittelportal dagegen über den Eingangsbereich zum Mittelschiff. Alle genannten Elemente des Portals können durch figürliche Darstellungen bereichert werden. Am Portal entfaltet sich die gotische Bildhauerei, wodurch die Botschaft der Kirche dem Eintretenden vermittelt wird. Neben der Hauptfassade (in der Regel im Westen) können auch die Querhausfassaden mit Figurenportalen versehen sein (z. B. in Chartres).
In der Spätgotik entwickeln sich entsprechend der vielfältigen Bogenformen (Kielbogen, Eselsrücken) zahlreiche Varianten des Spitzbogenportals. Das gotische Portal ist – wie auch das romanische und die gesamte andere Außen- und Innenarchitektur dieser Zeit – überaus bunt und farbenfroh vorzustellen, originale Fassungen sind aber meist nur in winzigen Resten erhalten (z. B. in Lausanne) und werden heute aus Gründen des Denkmalschutzes nicht mehr am Original rekonstruiert.

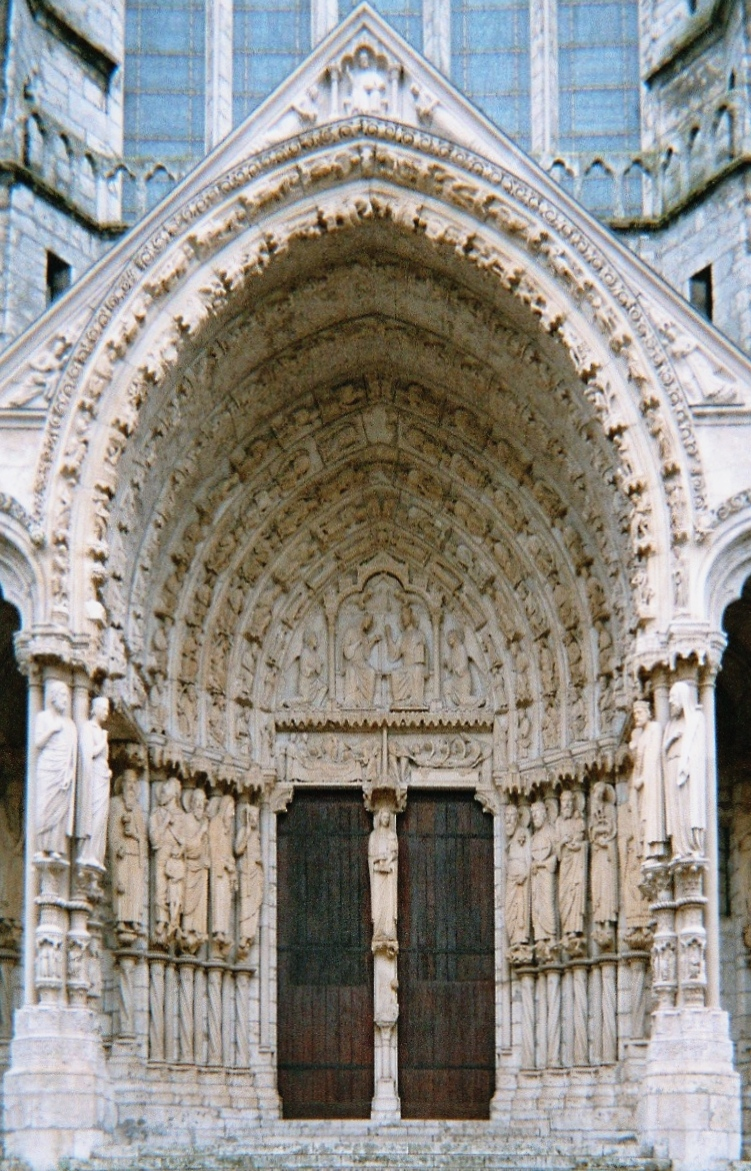
Gotisches Figurenportal mit Trumeau, Notre-Dame-de-Chartres, Nordquerhaus-Portale, um 1220
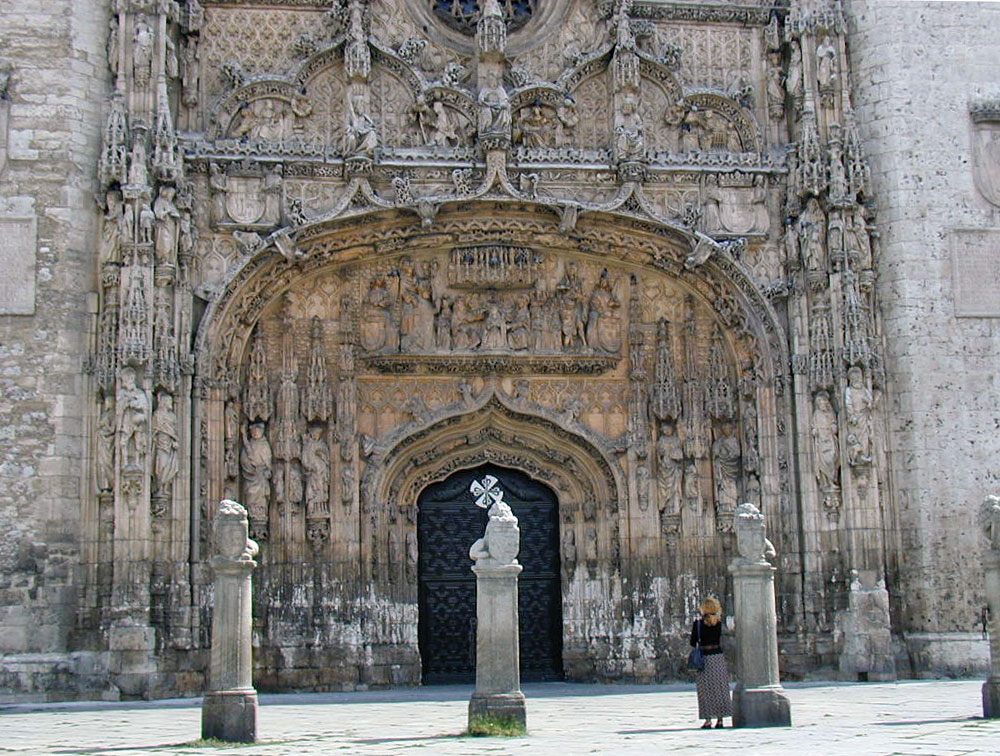
Isabellinische Gotik, schon als Übergang zur Renaissance Iglesia del Convento de San Pablo in Valladolid, Spanien, 1445–1468

### Renaissance

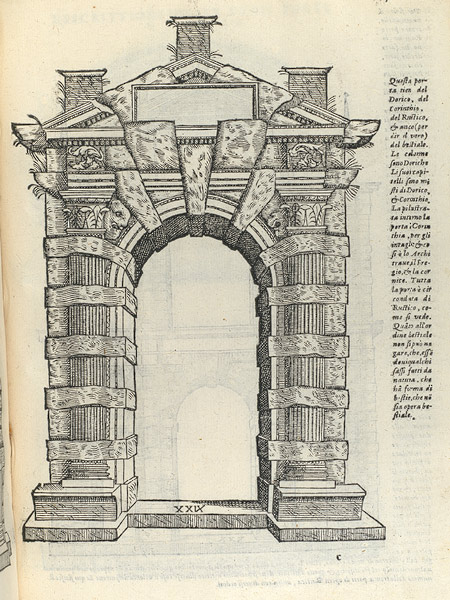
Rustica-Portal im Architekturtraktat des Serlio

In der italienischen Renaissance fügt sich das Portal primär in die Gesamtkonzeption der Fassade ein. Die Eigenständigkeit des Portals als bildhauerisches Element tritt in den Hintergrund, von figürlichen Programmatik der Gotik geht die Baukunst zu einem architektonischen Portal als Bauelement über. Den prachtvollen Charakter behält das Portal aber bei, und er wird sogar noch gesteigert: Es bildet den Zentralbereich der Fassadengestaltung. In dem Spannungsfeld zwischen Einbindung in und Heraustreten aus der Fassade bildet das Renaissanceportal einen Umbruch in der Stilentwicklung. Die Rahmung geschieht durch eine profilierte Laibung, durch Quaderwerk (Rustica) oder bei aufwändigeren Beispielen durch Pilaster oder Säulen. Das Portal wird von einem Architrav horizontal abgeschlossen und ist häufig mit einem Dreiecksgiebel oder Segmentgiebel bekrönt, so dass eine Portalädikula entsteht. Die Portalgestaltung orientiert sich an den antiken Säulenordnungen, die durch Architekturtraktate von Sebastiano Serlio und Andrea Palladio in ganz Europa verbreitet werden. Während Portale toskanischer und dorischer Ordnung eher wehrhaften Charakter haben und Schlössern zukommen, ist für Kirchen die schmuckreiche korinthische Säulenordnung angemessen. Die elegante ionische Säulenordnung wird häufiger an Bürgerhäusern verwendet. In der deutschen und niederländischen Spätrenaissancearchitektur entwickelt sich das reich ornamentierte Portal zu einem wichtigen Schaustück, für dessen Auszierung auf Kupferstich-Ornamentvorlagen zurückgegriffen wird.
Typisch für die Renaissancearchitektur Sachsens ist das Sitznischenportal, ein meist rundbogiges Portal mit tiefen Gewändenischen, das von hockerähnlichen Sitzen flankiert ist. Deren Zweck oder Bedeutung ist jedoch unbekannt.

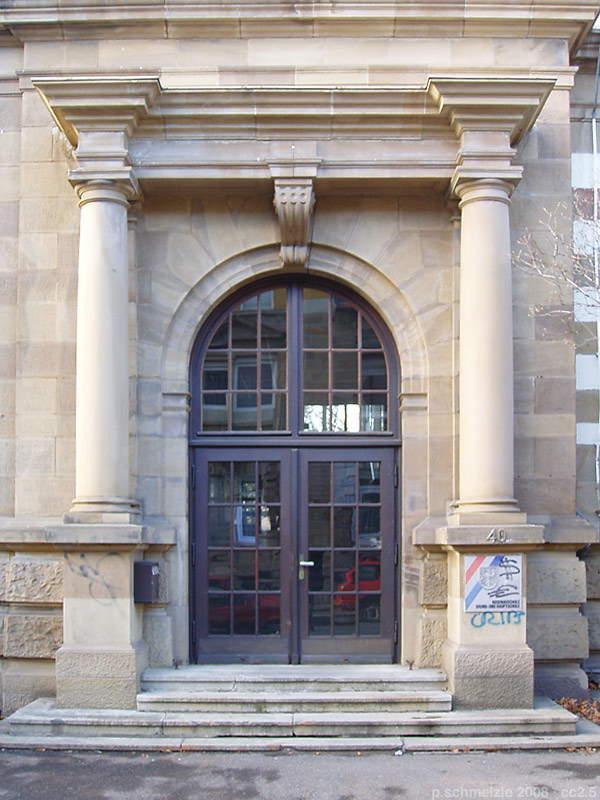
Portal mit Architrav auf toskanischer Säulenordnung
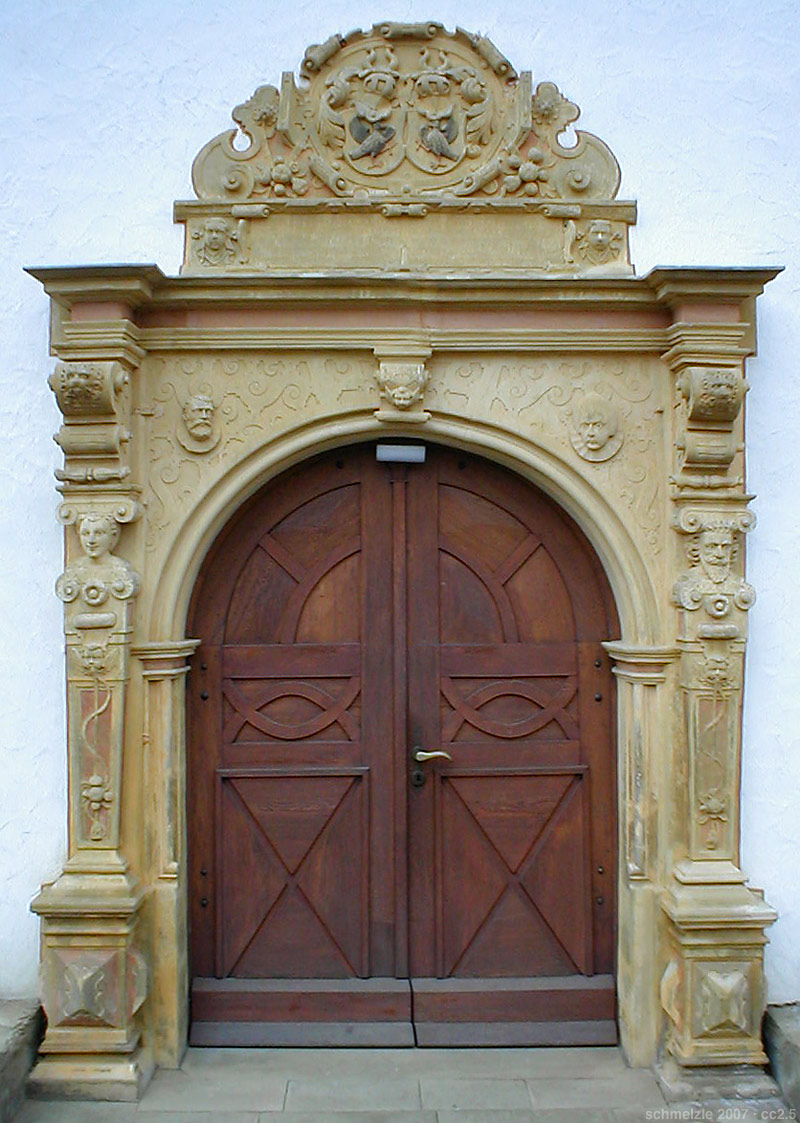
Deutsches Spätrenaissance-Portal
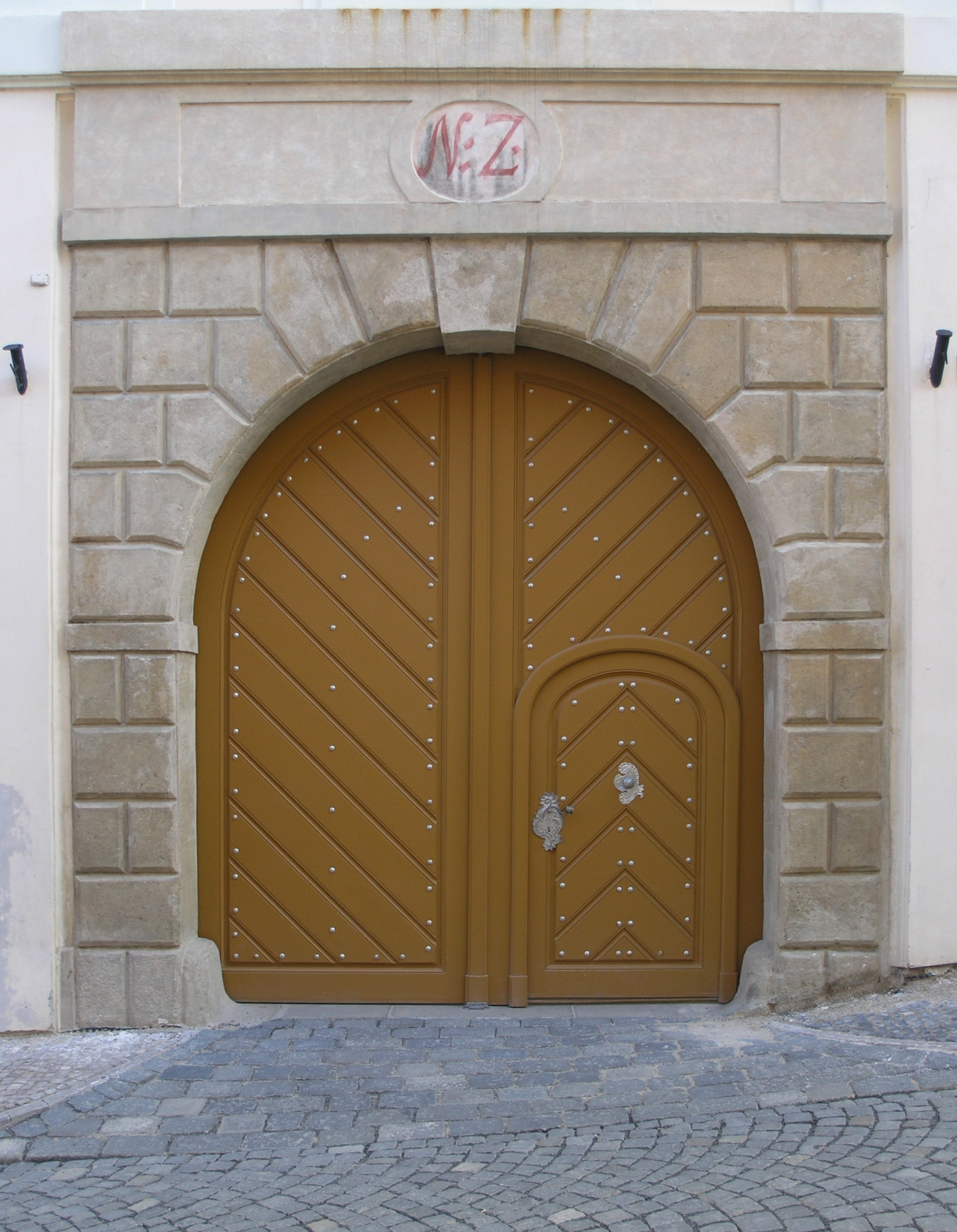
Portal mit Quaderwerk
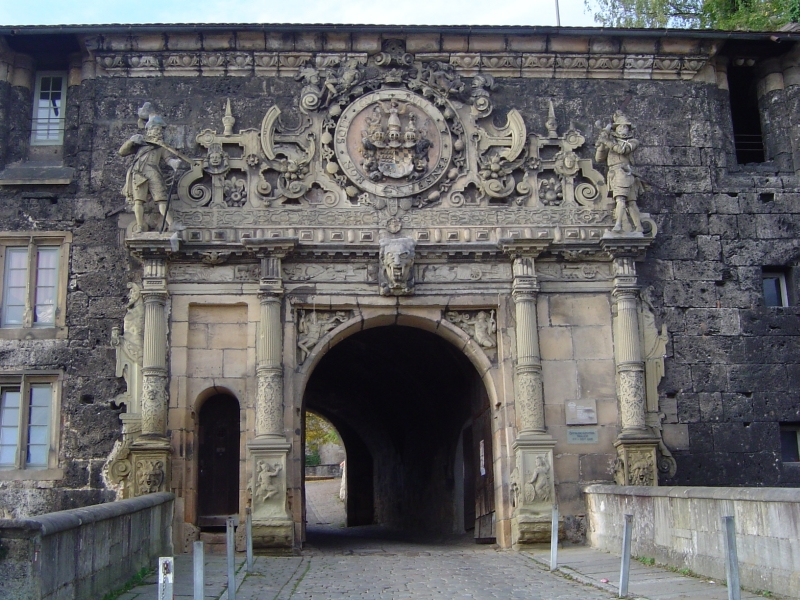
Portal Hohentübingen, Schloss-Außentor
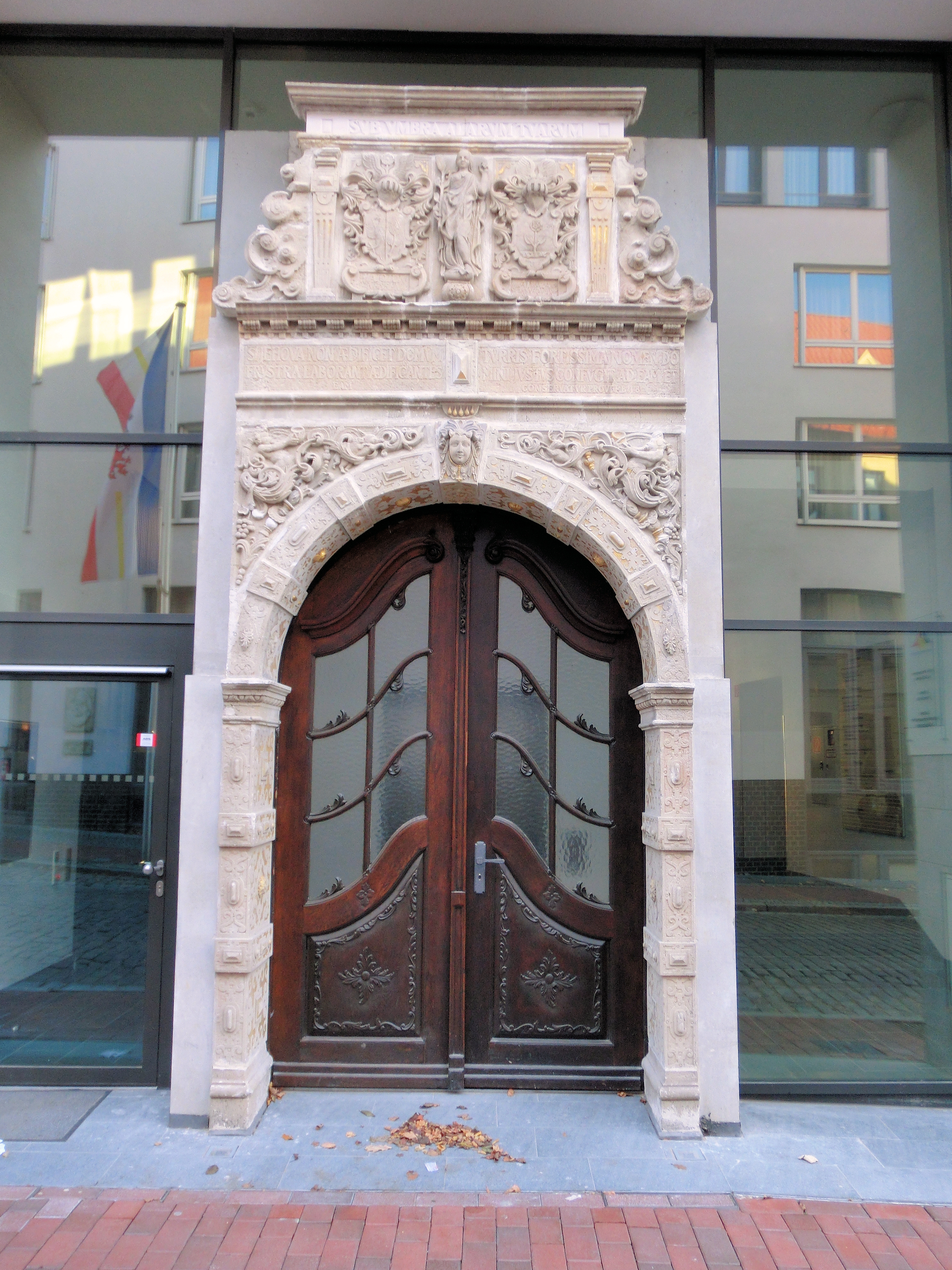
Sandsteinportal am Rostocker Rathaus
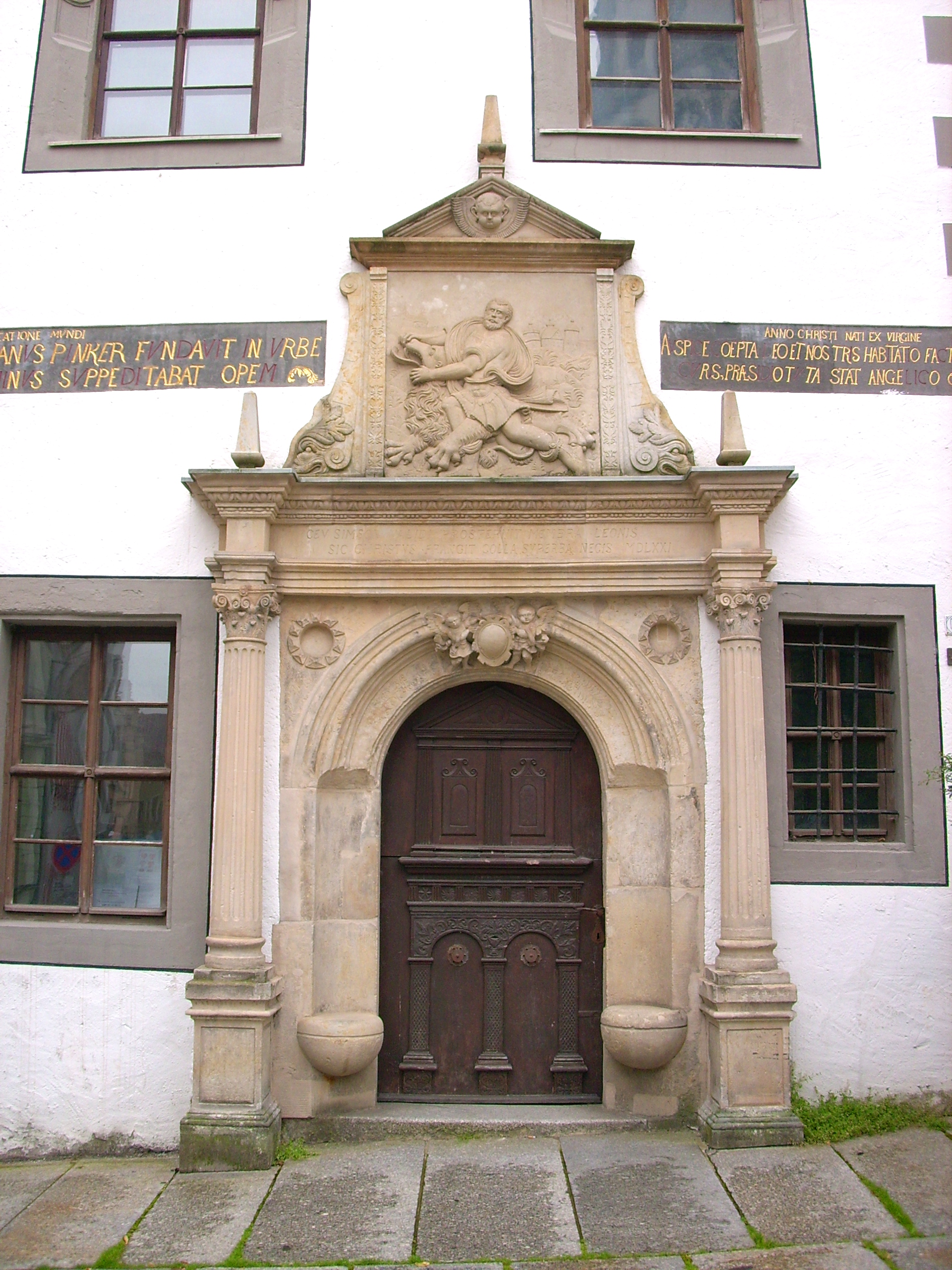
Sitznischenportal am Brauhaus Meißen
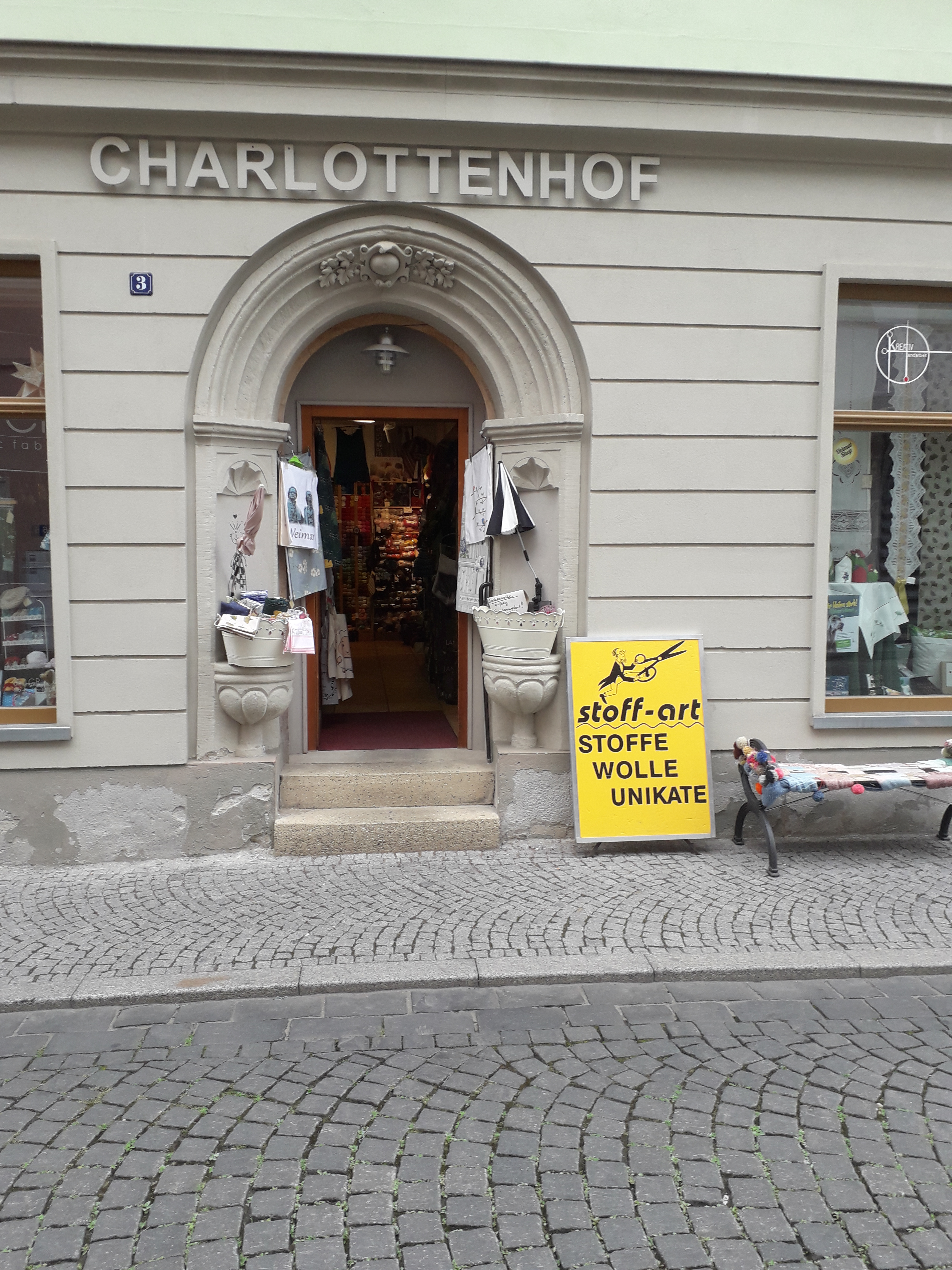
Sitznischenportal in Weimar Eisfeld 3

Das Portal ist in der deutschen Renaissance oft der Ort für die Signatur des Architekten mittels eines Steinmetzzeichens.
Auswahl von Bauwerken mit Renaissanceportalen in Deutschland:
- Hallescher Dom, Katharinenspitalkirche (Heilbronn), Burg Grimmenstein (Gotha), Lübecker Rathaus, Schloss Demerthin (Gumtow), Sturmfedersches Schloss (Dirmstein), Bischöfliches Schloss (Dirmstein), Gewandhaus (Braunschweig), Pfarrkirche zum Hl. Leonhard (Markt Piesting), Löwenhaus (Homberg (Efze))

### Barock

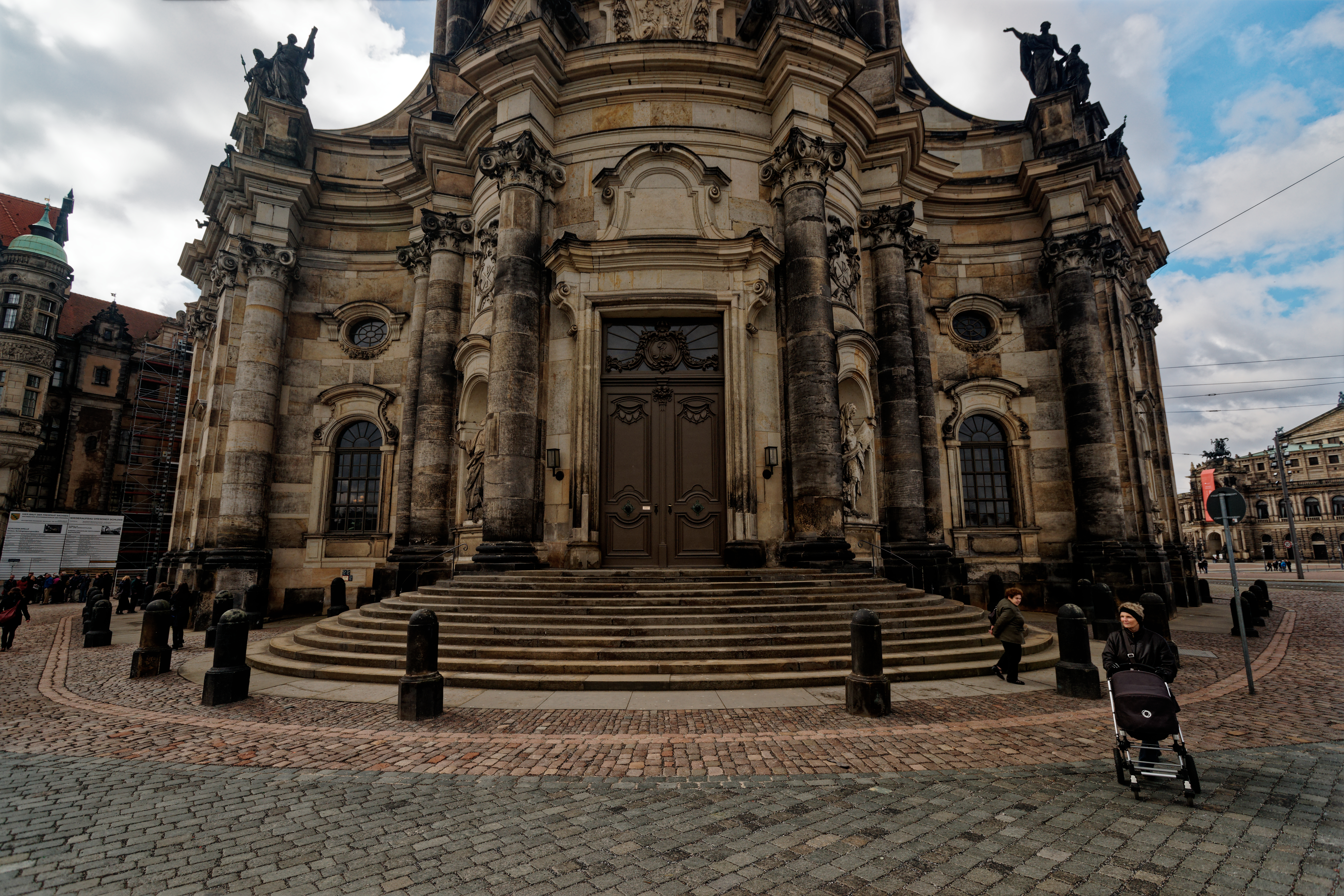
Dresdner Barock (Portal der Hofkirche)

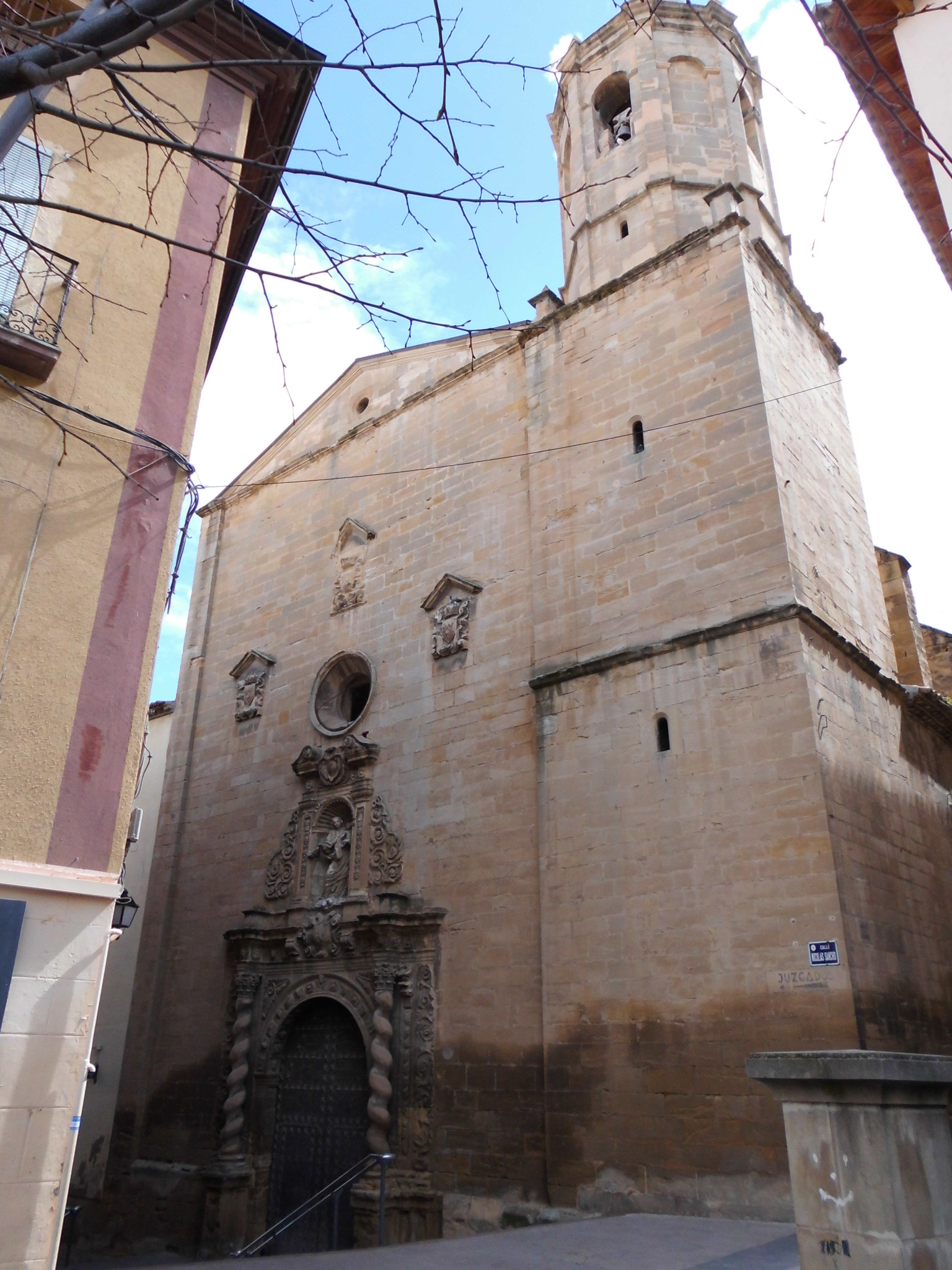
Portal vor einfachem Mauerwerk, Carmen-Kirche, Alcañiz

Während die Grundelementen denen der Renaissance gleichen, wird auch im Barockportal die allgemein in diesem Baustil beobachtete Dynamisierung von Konstruktion wie Fassade sichtbar. Häufige Stilelemente sind Sprenggiebel und -bögen sowie kurvierte Wandelemente und Säulen (nichtlineare Fassadenanteile, die durch Schneidung von Kreis-, Oval- und Flächenformen in Grundriss oder Gemäuer entstehen). Gelegentliche tritt auch Dopplung auf. Durch die freiere Anordnung der Säulen oder Pilaster tritt das Portal nun stärker aus der Wand heraus.
Im spanischen und Italienischen Barock sind Portale häufig vor glatten Wandfluchten zu sehen, die sie zusammen mit Fenstern und Nieschen strukturieren.

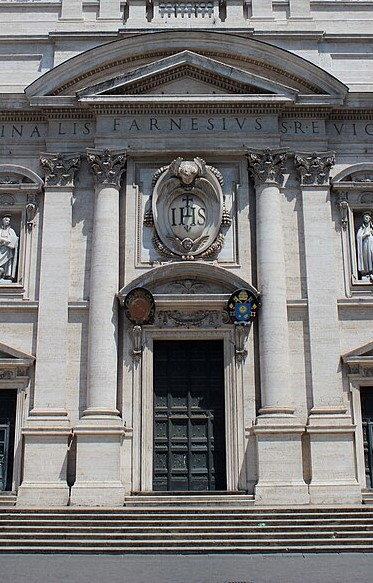
Portal Il Gesu, Rom (Übergang Renaissance/Barock)
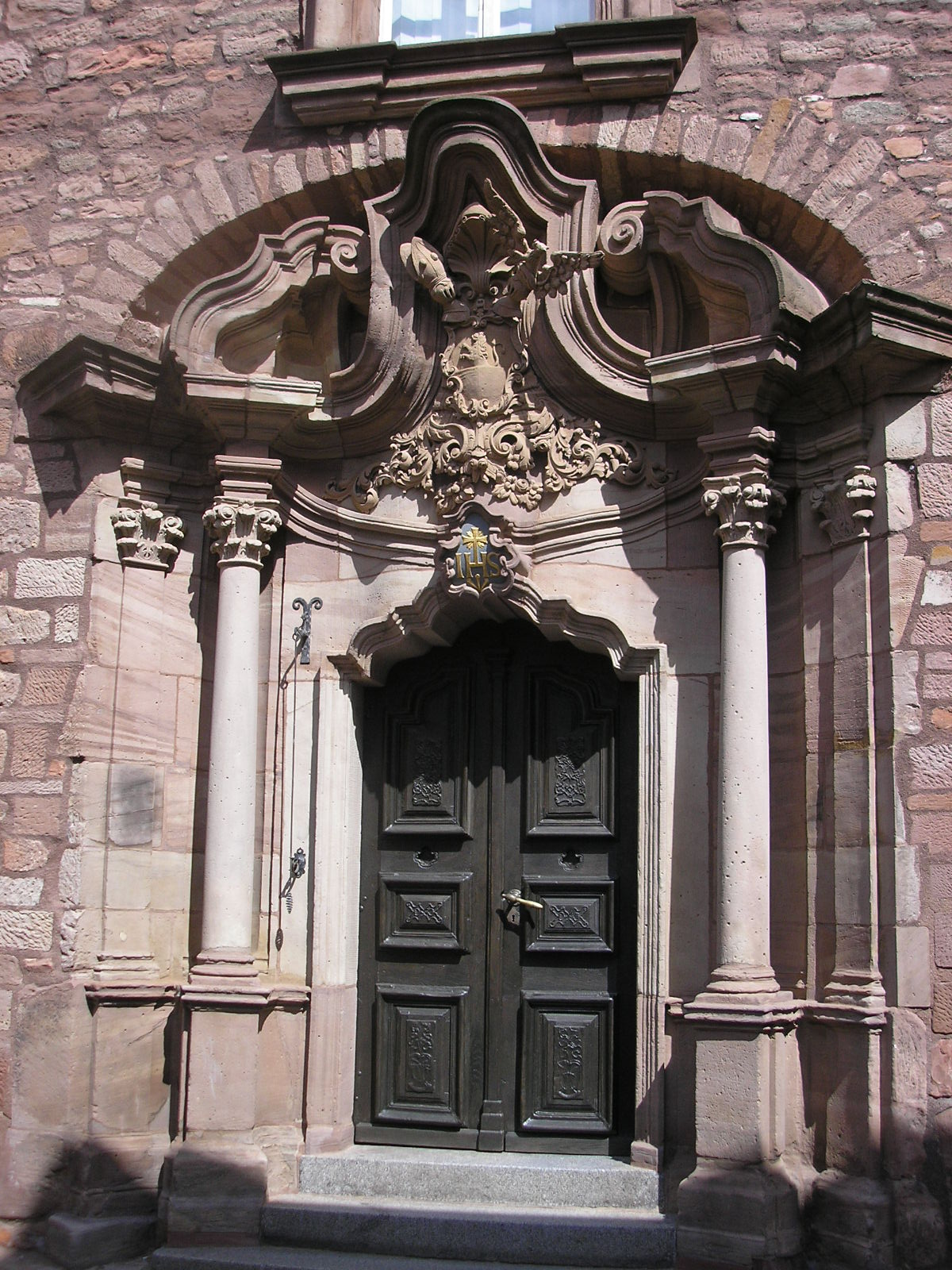
Barockes Portal in Heilbad Heiligenstadt
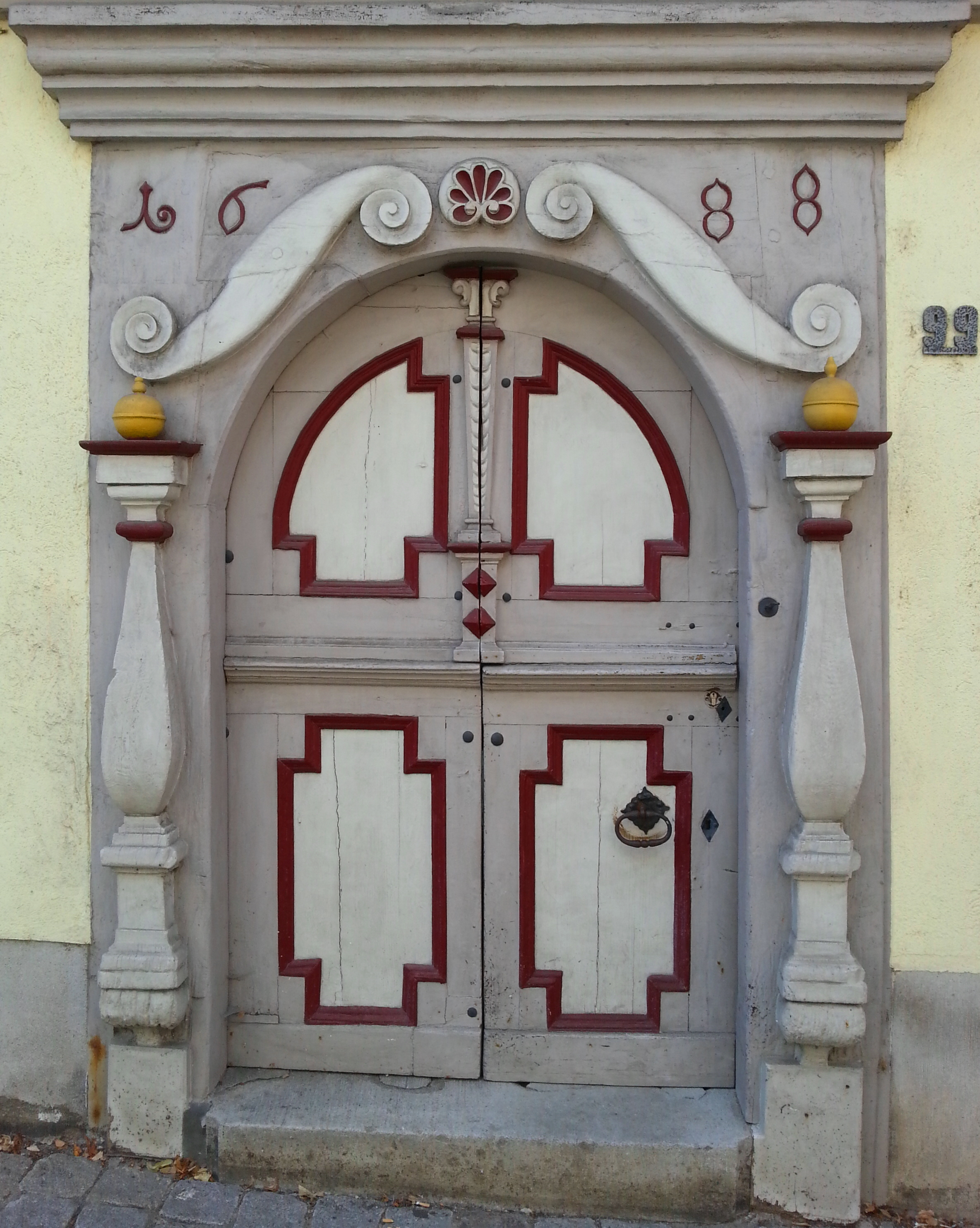
Barockes Holzportal mit Balustern, Voluten und Muschelwerk in Schwäbisch Hall
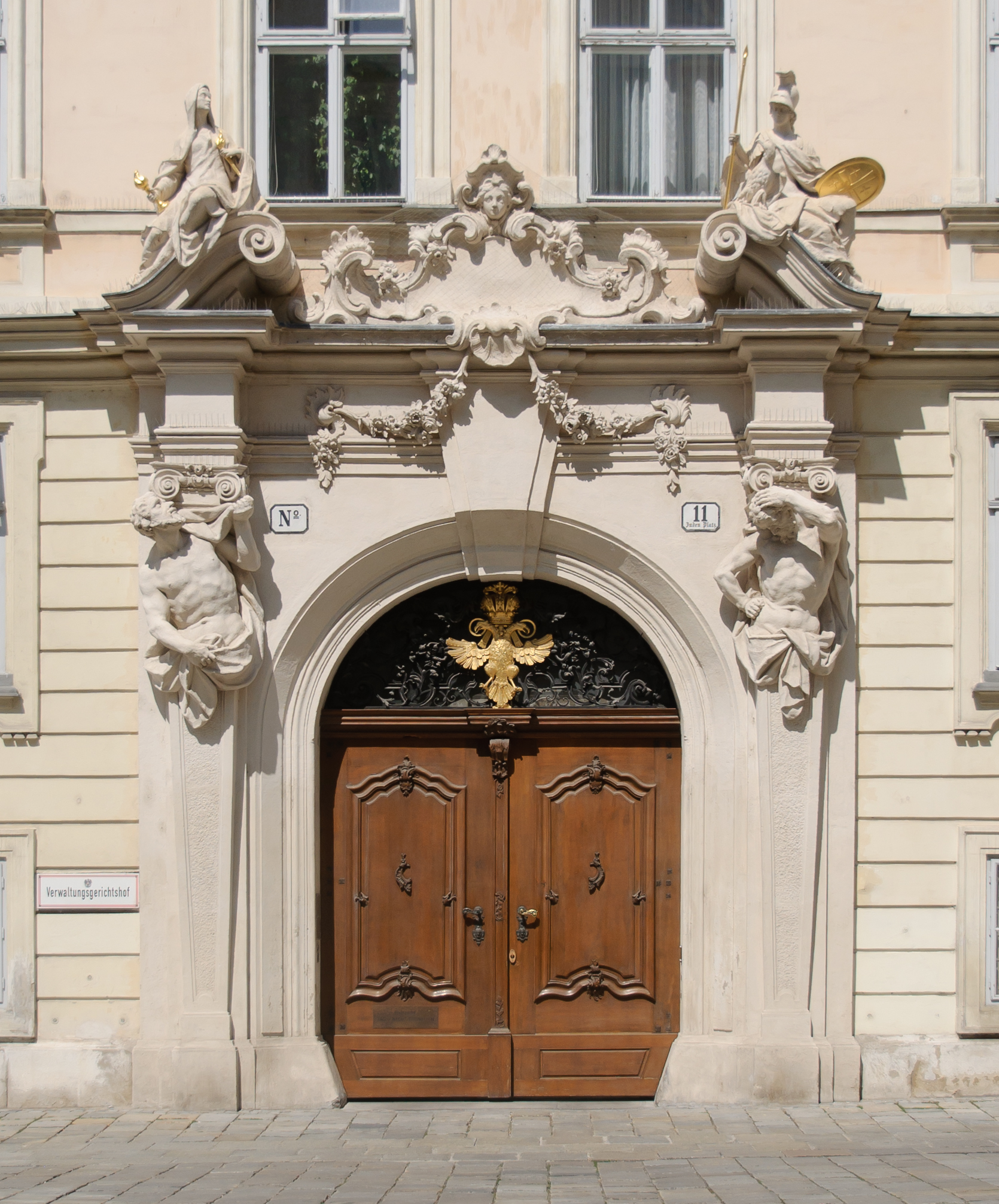
Eingang der Böhmischen Hofkanzlei, Wien

### Klassizismus und Romantik
Im Klassizismus wandte man sich von der überbordenden, „geschmacklosen“ Architektur des Barock wieder als klarer empfundenen Vorbildern zu, insbesondere der Architektur des klassischen Griechenland und Roms. Im Zuge der Romantik wurde dann im neoklassischen, -barocken, -gothischen und -romanischen Stil gebaut, häufig auch in Stilmischungen und losgelöst von der Statik.

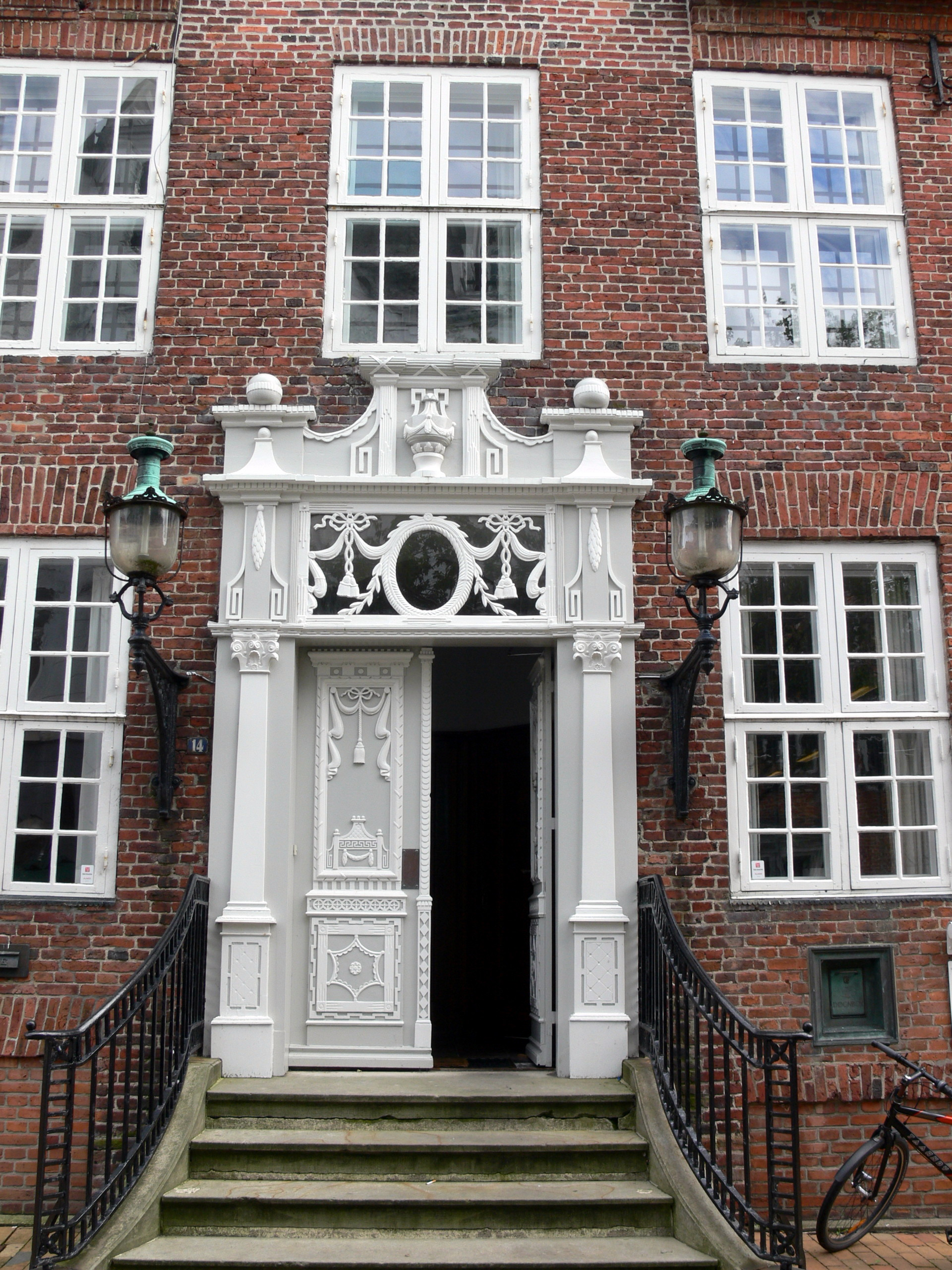
Neoklassizistisches Portal in Tonder, Dänemark
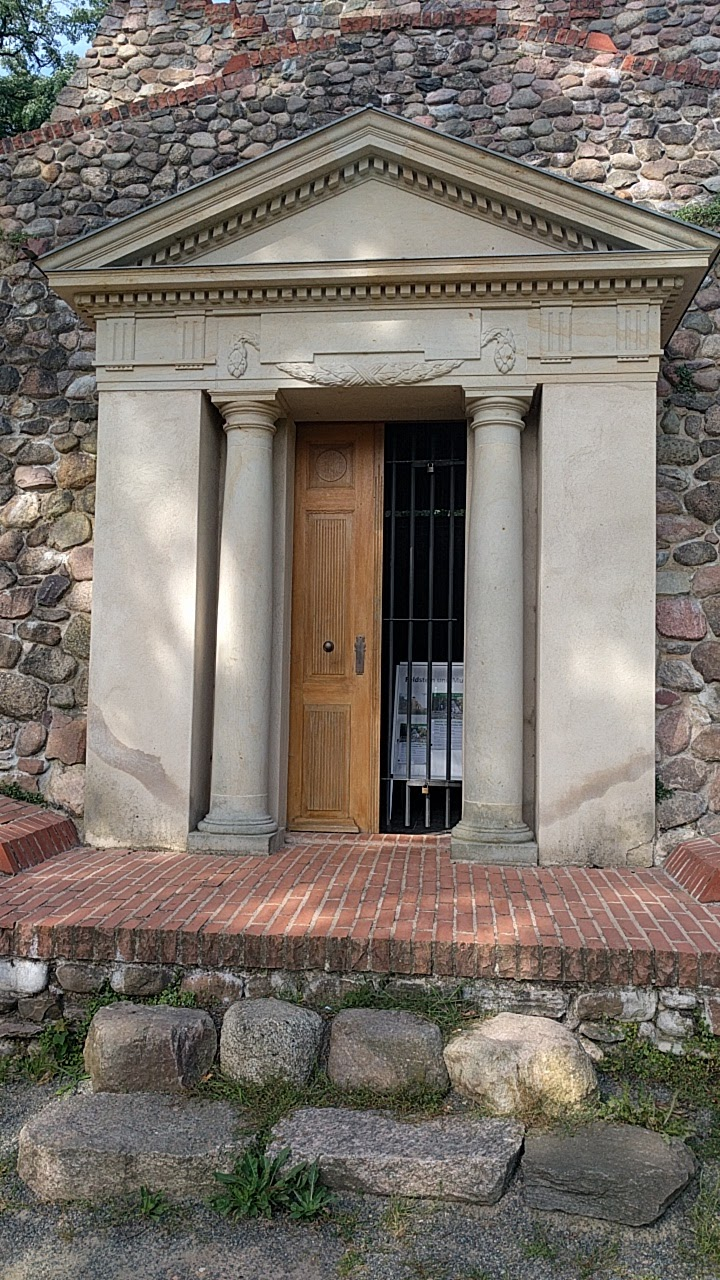
Eingang, Pyramide Garzau
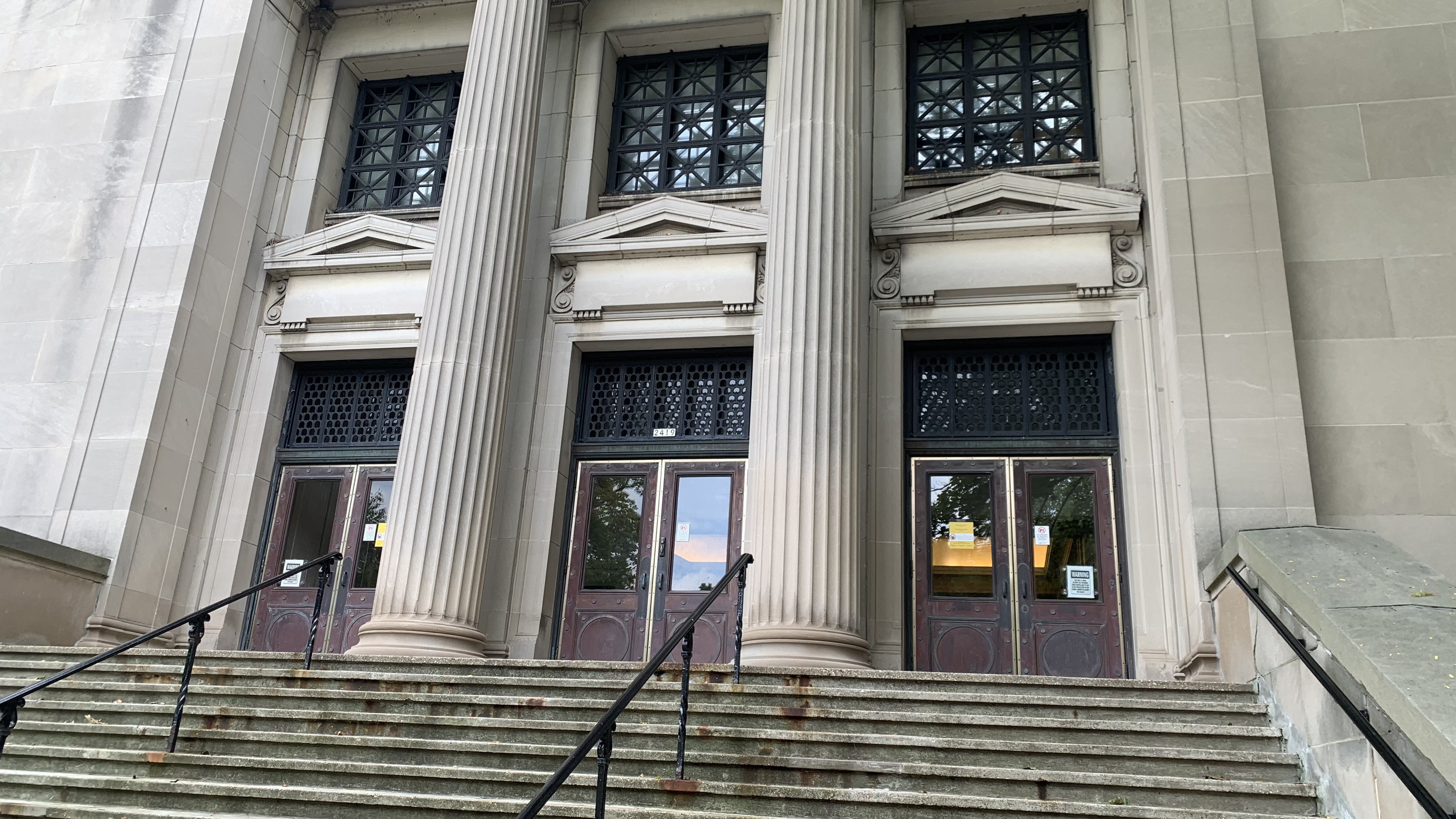
Neoklassischer Eingang zum Helene Zelazo Center for the Performing Arts, Wisgonsin
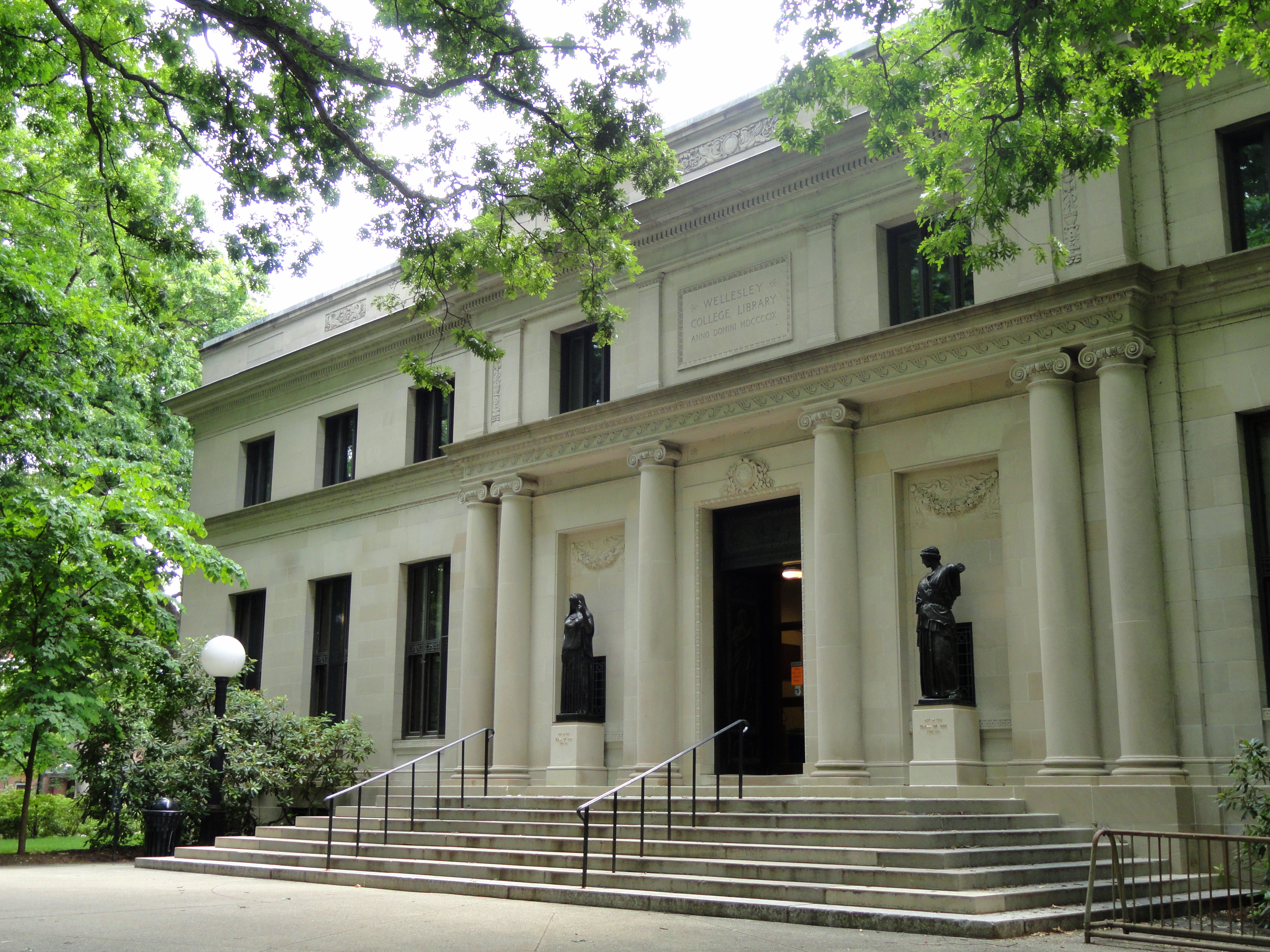
Margaret Clapp Library, Wellesley College, Massachusetts, USA

### Moderne
Wie alle Fassadenelemente büßte das Portal in der Moderne an Bedeutung ein, findet sich jedoch in vielen Gebäuden des Jugendstil und Modernismus. Häufig war der Grundaufbau dem im Neoklassizismus ähnlich, jedoch unter Verzicht auf die meisten Dekorelemente. In der Postmoderne kam es dann zu einem gewissen Revival des Portals.

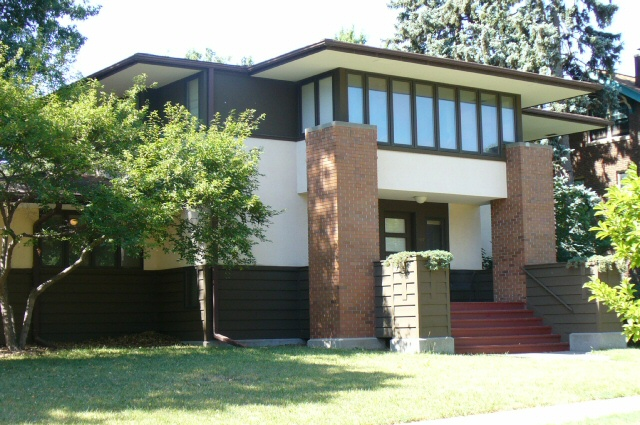
Eingang Villa (Frank Lloyd Wright)
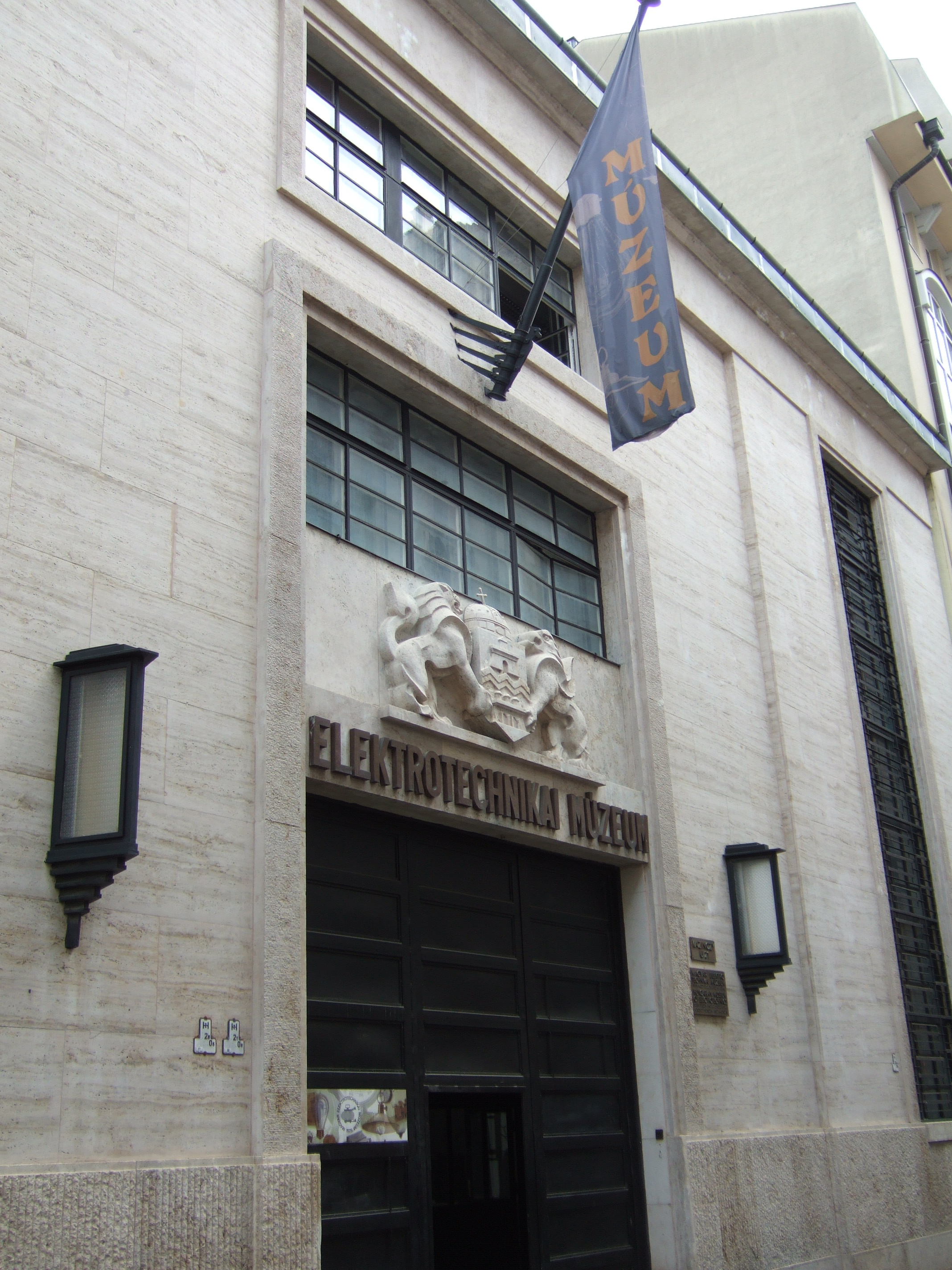
Portal des Elektrotechnischen Museums, Budapest
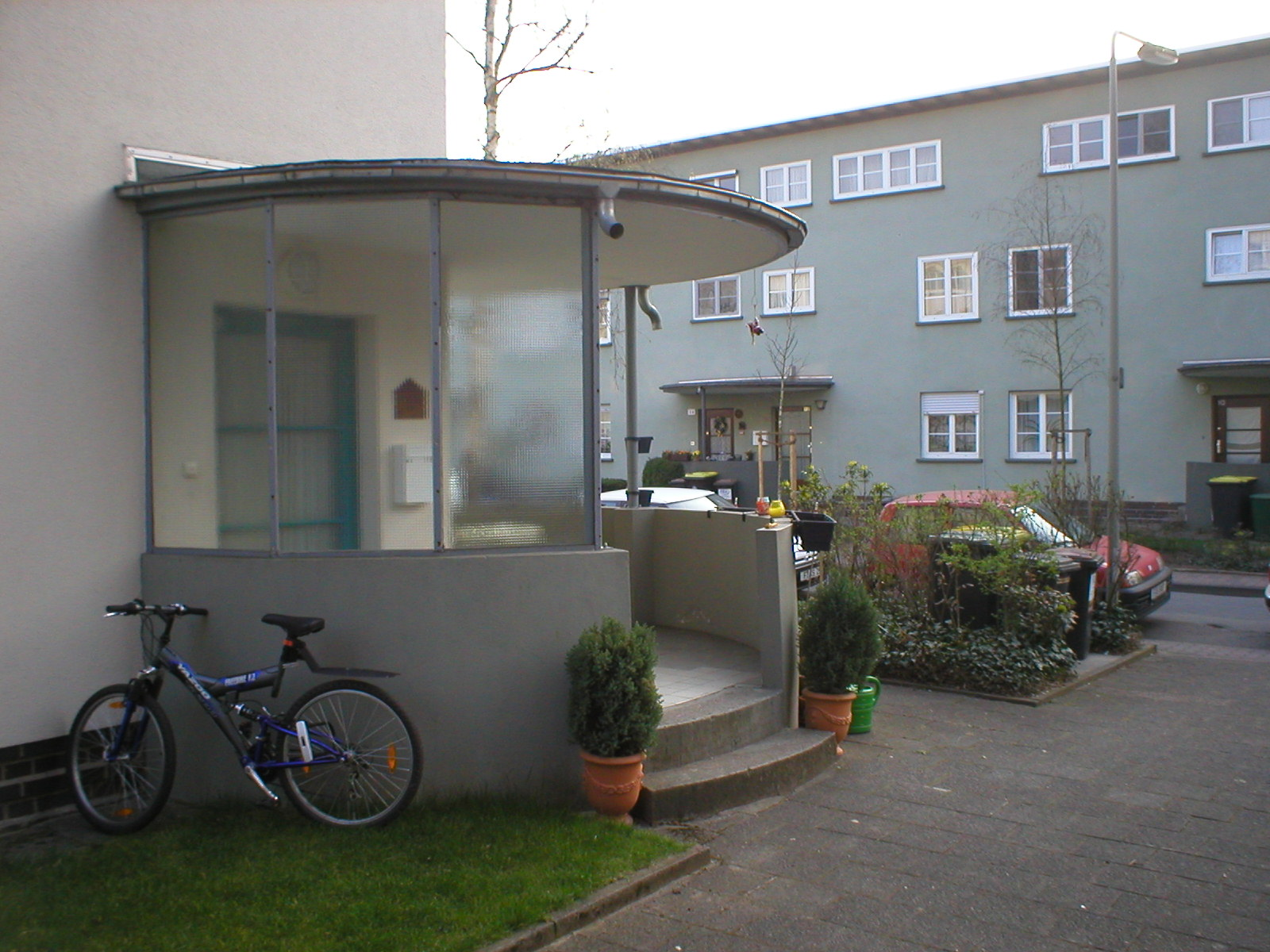
Vordach in der klassischen Moderne
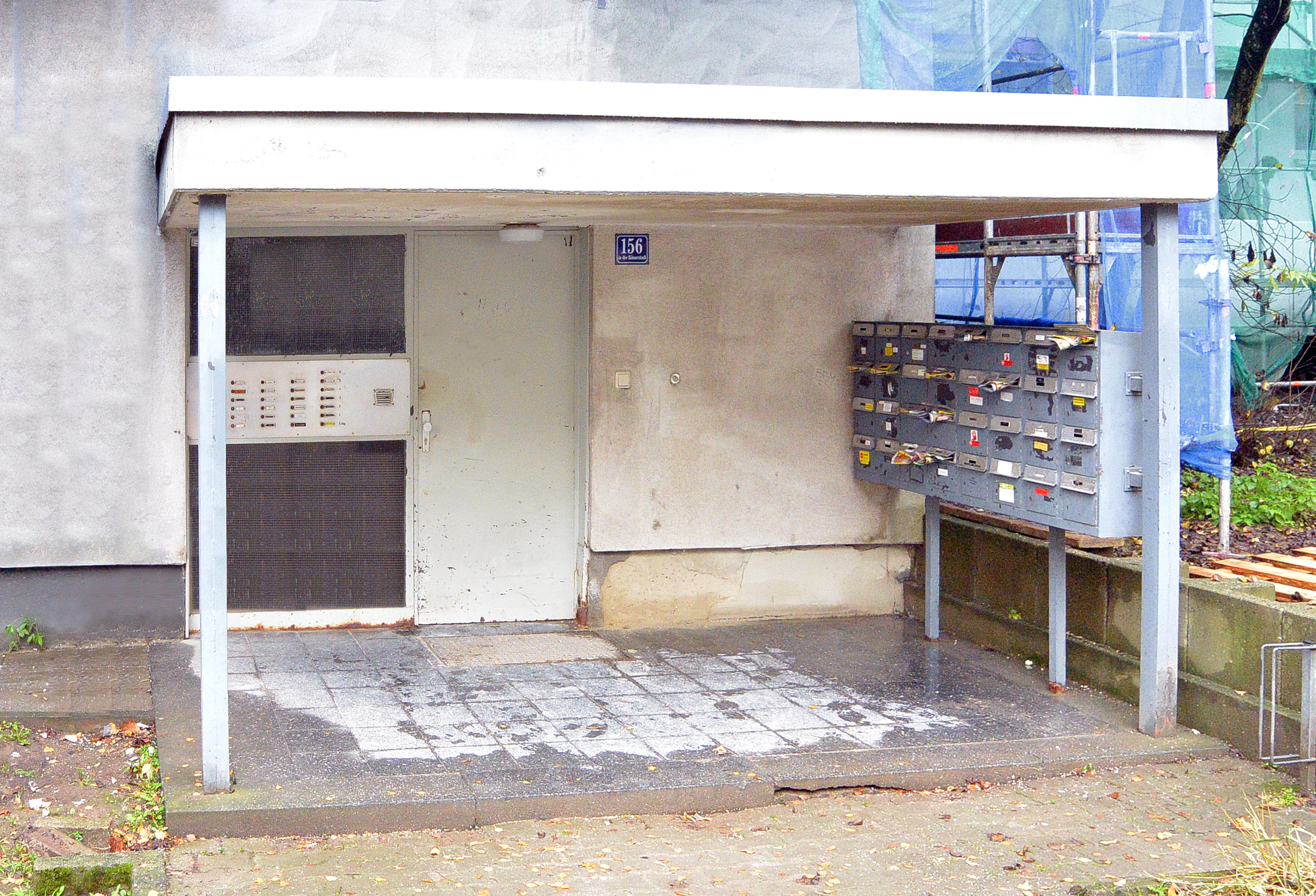
Vordach in der Frankfurter Nordweststadt